# المعارك الحربية على الجبهة المصرية (كتاب)
المعارك الحربية على الجبهة المصرية، كتاب من تأليف المؤرخ العسكري جمال حماد، يتناول فيه وقائع حرب أكتوبر 1973.

## عن الكتاب
لقد كانت حرب أكتوبر حدثاً فريداً بلا شك، بل نقطة تحول في مسار الصراع العربي الإسرائيلي. فقد تعرضت إسرائيل كدولة لمفاجأة إستراتيجية كاملة أفقدت الإسرائيليين ثقتهم في جيشهم وفي جهاز مخابراتهم، الذي كان يدعي أنه أقدر جهاز مخابرات في العالم خبرة بشئون الشرق الأوسط. كما تعرضت القوات الإسرائيلية على جبهتي سيناء والجولان لمفاجأة تكتيكية أفقدت أفرادها توازنهم، وأجبرتهم على الانسحاب من مواقعهم الأمامية. وكان الأمر الذي أدهش العالم هو نجاح مصر وسوريا في تحقيق المفاجأة على المستويين الإستراتيجي والتكتيكي - رغم التطور الهائل في وسائل الاستطلاع الحديثة - وقدرتهما على خداع جهازي المخابرات الإسرائيلية والمخابرات الأمريكية في وقت واحد.
وبعد الانتصار الباهر الذي أحرزته قواتنا المسلحة في حرب أكتوبر 1973 المجيدة، والذي استعادت به مصر كرامتها وشرفها وسمعتها أن يسجل هذا الكتاب الملحمة الحربية الفذة تسجيلاً أميناً بعيداً عن التحيز والمبالغة، وكذلك التحليل الفني لجميع أحداث ومواقف هذه الحرب بكل صراحة وصدق. مهتماً بإبراز نقاط الضعف والأخطاء التي ارتكبت نفس الاهتمام بنقاط القوة والتفوق التي ظهرت، إذ إن إبراز كلتا الناحيتين هو الوسيلة الصحيحة للاستفادة من دروس الحرب وتجاربها دون زيف أو خداع.

## أقسام الكتاب
الفصل الأول
- كيف جرى التخطيط لحرب أكتوبر 1973؟
- ملحق صور الفصل الأول

الفصل الثاني
- العبور العظيم وتحطيم خط بارليف
- ملحق صور الفصل الثاني

الفصل الثالث
- مرحلة اقامة رؤوس الكباري وصد الهجمات المضادة الإسرائيلية
- ملحق صور الفصل الثالث

الفصل الرابع
- كيف صدر القرار بتطوير الهجوم شرقا؟

الفصل الخامس
- العبور الإسرائيلي إلى غرب القناة
- ملحق صور الفصل الخامس

الفصل السادس
- المحاولات المصرية لتدمير ثغرة الدفرسوار
- ملحق صور الفصل السادس

الفصل السابع
- العمليات الإسرائيلية الرئيسية غرب قناة السويس
- ملحق صور الفصل السابع

الفصل الثامن
- المحاولات الإسرائيلية للاستيلاء على مدينة السويس
- ملحق صور الفصل الثامن

الفصل التاسع
- محاولات شارون للاستيلاء على مدينة الإسماعيلية
- ملحق الفصل التاسع

الفصل العاشر
- لماذا وقع الخلاف بين الرئيس السادات والفريق سعد الشاذلي
- ملحق صور الفصل العاشر

الفصل الحادي عشر
- العمليات الحربية في قطاع بورسعيد
- ملحق صور الفصل الحادي عشر

الفصل الثاني عشر
- العمليات الحربية في منطقة البحر الأحمر
- ملحق صور الفصل الثاني عشر

الفصل الثالث عشر
- من وقائع الصاعقة المصرية المجيدة خلال حرب أكتوبر
- ملحق صور الفصل الثالث عشر

الفصل الرابع عشر
- الخطة الشاملة لتصفية الثغرة غرب قناة السويس
- ملحق صور الفصل الرابع عشر

## محتويات الملاحق
ملحق 1
- رسالة من الفريق سعد مأمون إلى جمال حماد
- ملحق صور

ملحق 2
- القصة الحقيقية لحصار موقع كبريت
- ملحق صور

ملحق 3
الرسالة الأولى من الفريق سعد الشاذلي إلى جمال حماد
- ملحق صور

ملحق 4
- رد جمال حماد على الرسالة الأولى للفريق سعد الشاذلي
- ملحق صور

ملحق 5
- الرسالة الثانية من الفريق سعد الشاذلي إلى جمال حماد، ورد جمال حماد على الرسالة الثانية
- ملحق صور

ملحق 6
- كيف التحمت الشرطة مع الجيش والشعب في حرب أكتوبر
- ملحق صور أسماء وصور القادة الشهداء

ملحق 7
- صور لأهم الأسلحة الإسرائيلية التي اشتركت في حرب أكتوبر 1973
- قصيدة من وحي العبور
- نظام القيادة المصرية في حرب أكتوبر 1973
- نظام القيادة الإسرائيلية في حرب أكتوبر 1973
- ثبت المراجع لموسوعة حرب أكتوبر 1973
- محتويات الخرائط
- المحتويات
- محتويات الملاحق

## وصلات خارجية
طالع كتاب المعارك الحربية على الجبهة المصرية (كتاب) على موقع جود ريدز